# Greifswald

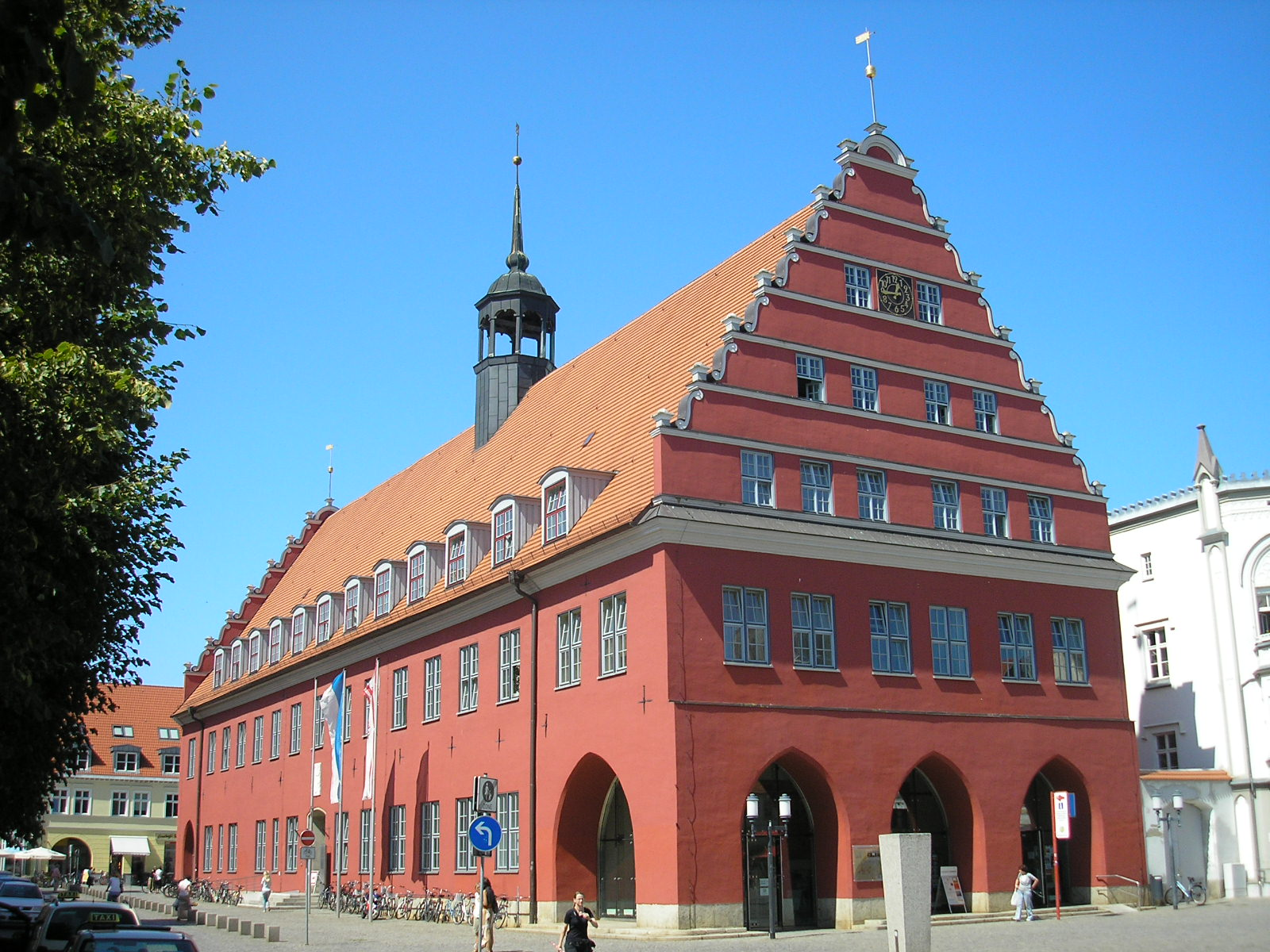
Primăria

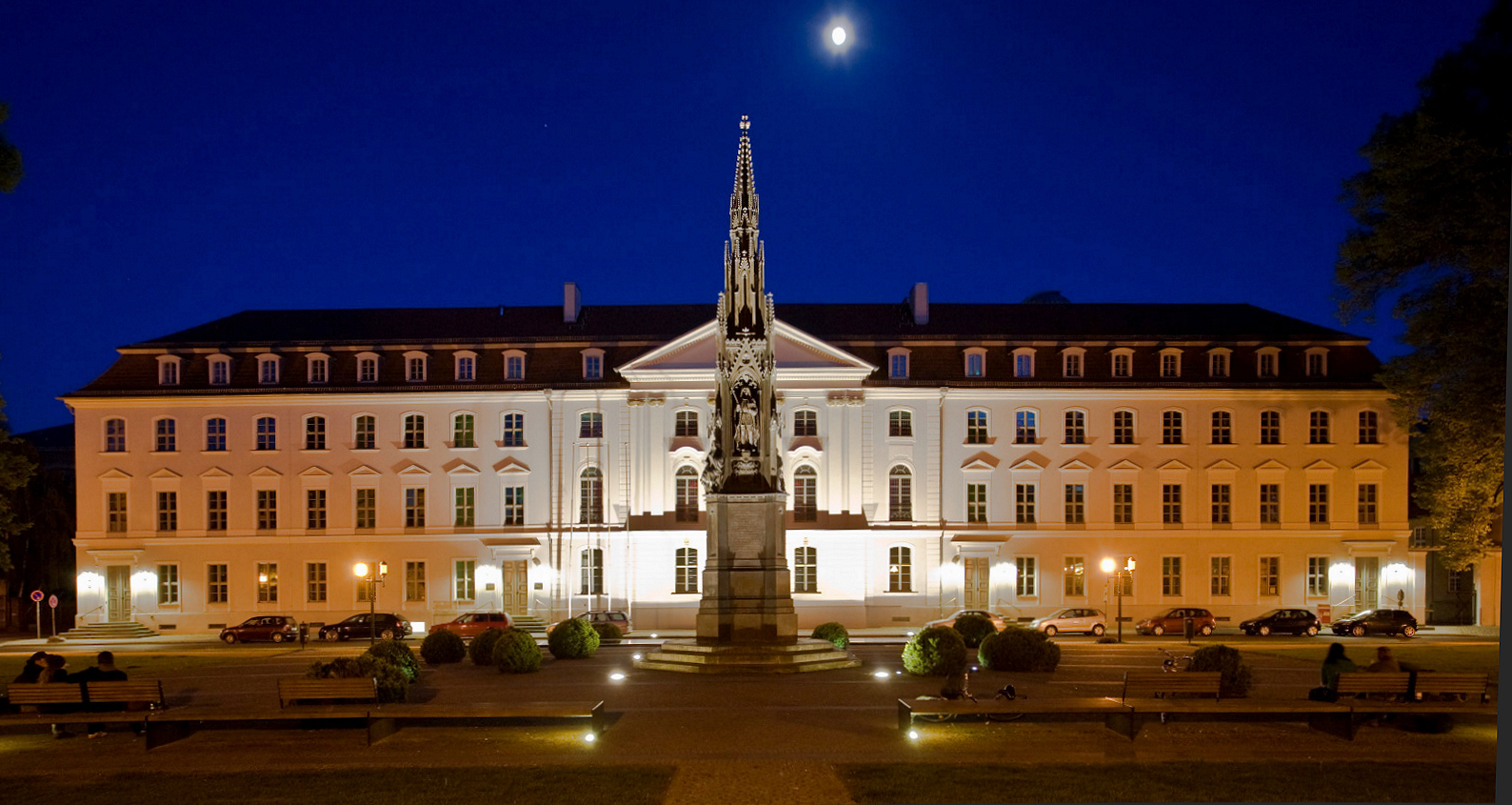
Universitatea Greifswald

Greifswald (pronunție în germană [ˈɡʁaɪfsvalt]), oficial Orașul universitar și hanseatic Greifswald (în germană: Universitäts- und Hansestadt Greifswald, în germana de jos: Griepswoold ) este un oraș din nord-estul Germaniei.
Este situat în statul Mecklenburg-Pomerania Occidentală, la aceeași distanță de aproximativ 250 kilometri (160 mi) de două cele mai mari orașe din Germania, Berlin și Hamburg și la 80 km de frontiera cu Polonia. Orașul aparține Pomeraniei de Vest, se află pe litoralul Mării Baltice și este traversat de un râu mic, Ryck. De asemenea, este situat lângă două cele mai mari insule ale Germaniei, Rügen și Usedom, și este aproape de trei dintre cele 14 parcuri naționale din Germania. Este capitala noului district Vorpommern-Greifswald de la înființarea acestuia în septembrie 2011. Împreună cu Stralsund, Greifswald formează unul dintre cele patru centre urbane din Mecklenburg-Pomerania Occidentală.
Populația orașului în 2013 constituia 55.659, inclusiv mulți dintre cei 12.500 de studenți și 5.000 de angajați ai Universității din Greifswald, fondată în 1456. Greifswald atrage atenția internațională datorită universității, a BioCon Valley care îl înconjoară, a gazoductului Nord Stream și a proiectelor de fuziune nucleară Wendelstein 7-X.

## Personalități născute aici
- Caspar David Friedrich (1774 - 1840), pictor;
- Mite Kremnitz (1852 - 1916), scriitoare, traducătoare (a tradus poezii de-ale lui Eminescu în germană);
- Hans Fallada (1893 - 1947), scriitor;
- Joachim Dreifke (n. 1952), canotor;
- Ulrich Kons (n. 1955), canotor;
- Cornelia Linse (n. 1959), canotoare;
- Caren Metschuck (n. 1963), înotătoare;
- Robin Szolkowy (n. 1979), patinator artistic;
- Toni Kroos (n. 1990), fotbalist.